# 80 (tal)
80 (åttio (fil)) är det naturliga talet som följer 79 och som följs av 81.
- Hexadecimala talsystemet: 50
- Binärt: 1010100
- Delbarhet: 1, 2, 4, 5, 8, 10, 16, 20, 40, 80
- har primfaktoriseringen 24 · 5
- Summan av delarna: 186
- Måttenhet: Ett Val är en benämning för 20 kast det vill säga 80 stycken.

## Inom matematiken
- 80 är ett jämnt tal.
- 80 är ett ymnigt tal
- 80 är ett Harshadtal
- 80 är ett Størmertal
- 80 är ett Praktiskt tal.
- 80 är ett palindromtal i det ternära talsystemet.
- 80 är ett palindromtal i det senära talsystemet.

## Inom vetenskapen
- Kvicksilver, atomnummer 80
- 80 Sappho, en asteroid
- M80, klotformig stjärnhop i Skorpionen, Messiers katalog